# Товарищество В. К. Феррейна

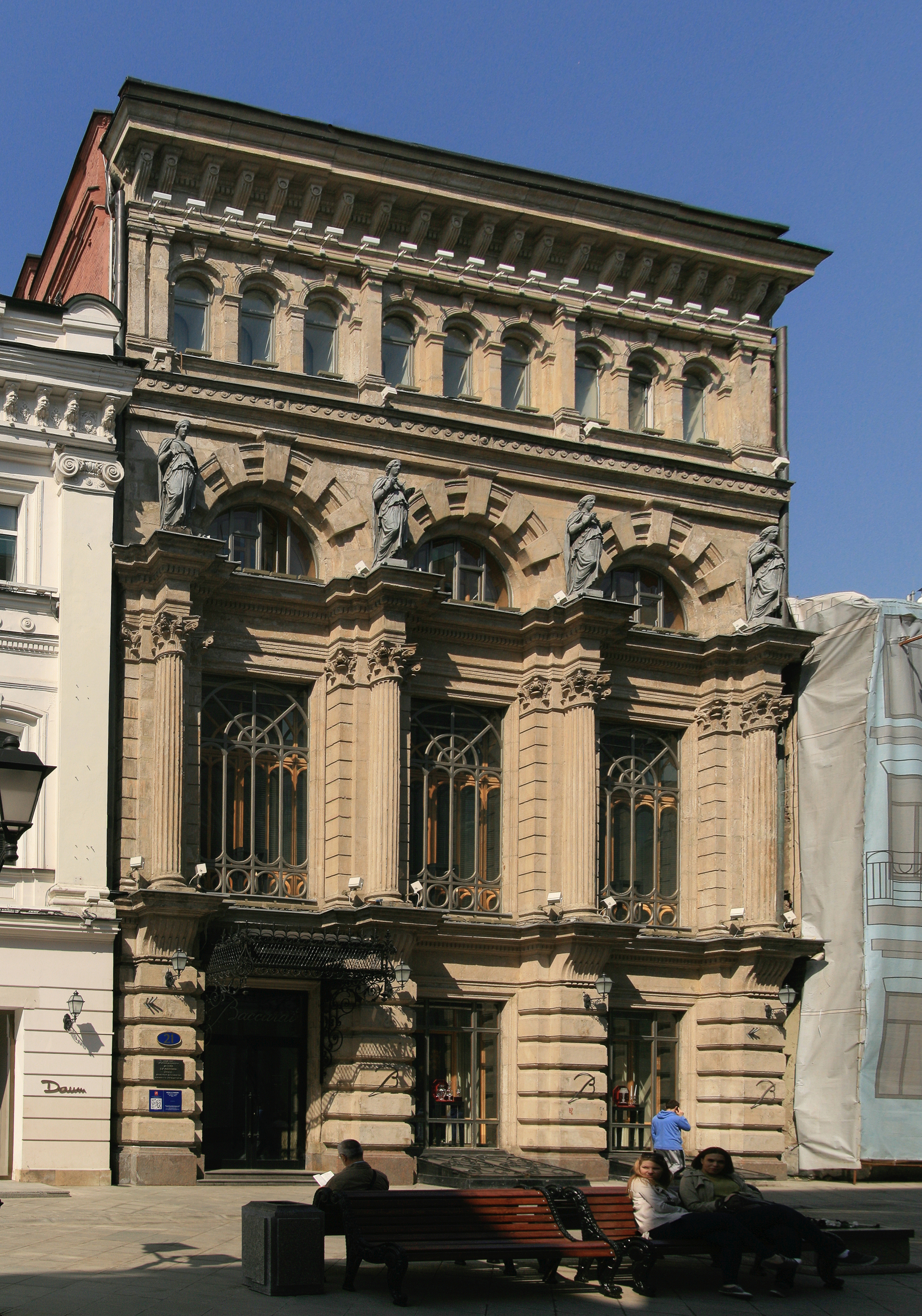
Аптека В. К. Феррейна на Никольской улице

Товарищество В. К. Феррейна — российская  компания, владевшая несколькими аптеками в Москве. Торговала медицинскими препаратами, парфюмерной продукцией, алкогольными напитками, мылом и косметическими товарами.

## История
В 1815 году в Россию приехал уроженец Арнсвальда Карл Людвиг Феррейн. В 1824 году он приехал в Москву, где успешно аттестовался на звание звание аптекаря 1 класса в московском филиале Императорской медико-хирургической академии. Это звание дало право руководить аптекой.
В 1832 году Карл Феррейн купил у провизора А. Б. Ландрафа за 80 тысяч рублей аптеку у Старо-Никольских ворот. Одновременно с этой сделкой была продана принадлежавшая Феррейну Ново-Полянская аптека.
Новой аптекой руководил лично Карл Феррейн. Помимо него, в заведении трудилось еще 7 человек. В год выписывалось более 2000 рецептов.
В 1847 году Карл Феррейн сделал запрос в Сенат на получение звания потомственного почётного гражданина. В 1848 году этот запрос был подтверждён.
Средний сын Карла Феррейна, Владимир, пошёл по стопам отца. В 1851 году он подтвердил звание аптекарского помощника, в 1855 году стал провизором.
В 1869 году он защитил диссертацию и получил звание магистра фармации.
В 1872 году Карл Феррейн передал старо-никольскую аптеку сыну Владимиру, с условием ежегодной выплаты отцу 5000 рублей.
Владимир Карлович Феррейн создал прогрессивные условия труда: работники аптеки проходили обязательную диспансеризацию. При аптеке была оборудована амбулатория для помощи пострадавшим во время несчастных случаев. Накануне церковных праздников в аптеке Феррейна проводились благотворительные сборы.
В 1884 году была расширена и модернизирована лаборатория. В 1893 году она была переведена в Кривоколенный переулок. В этот момент в лаборатории трудились 49 человек, а годовой оборот составлял более 170 тысяч рублей. Помимо синтеза веществ, в лаборатории велась подготовка фармацевтов и велись практические занятия.
В конце XIX века здание аптеки было реконструировано по проекту архитектора А. Э. Эрихсона. Было выстроено 4-х этажное здание. Причем с внешней стороны здания фасад был выполнен в стиле необарокко, со двора — в стиле неоготики. Здание было оборудовано механическими часами. Интерьер был оформлен фирмой Луи Мажорель: в аптеке были резные дубовые шкафы, мраморная лестница, статуи и канделябры.
Аптека была оборудована электрическим оборудованием. На первом этаже был отдел рецептурной продажи, на втором — рецептурный, в котором одновременно трудилось 100 человек. Лекарства готовили 80 человек, 6 машинисток выписывали сигнатуры. Для приготовления лекарств, источающих неприятные запахи, была оборудована специальная комната с вытяжкой. На третьем этаже была столовая для работников аптеки, не четвертом — склад запасов прекурсоров, стерилизационный кабинет и отдел производства глазных капель.
В 1887 году Феррейн получил право продавать в аптеке виноградные вина как медицинское средства. Согласно законам того времени, продажа алкогольных напитков на расстоянии менее 40 саженей от церквей запрещалась. От аптеки на расстоянии 8 саженей находились два храма. Феррейн смог доказать, что продаёт вино как лекарство, и продажа была разрешена.
Феррейн приобрёл виноградники в Судаке. Вина изготавливались под контролем фармацевтов. К продукту применялись повышенные требования. В частности, в медицинском вине не должно было быть сернокислого калия и алкалоидов.
Наибольшей популярностью у покупателей пользовались вина собственного производства: «Пепсионное Феррейн», «Херес», «Гваяколовое», «Кондуранго», «Кола на портвейне». Помимо этого, Феррейн продавал иностранные вина, а также коньяки и ром.
На Всероссийской выставке в Нижнем Новгороде в 1896 году продукция Товарищества В. К. Феррейна получила золотую медаль и право размещать на продукции государственный герб.
В 1901 году Феррейн подал прошение о регистрации Товарищества. Несмотря на то, что товарищества по закону не могли управлять аптеками, ходатайство Феррейна было удовлетворено и в 1902 году был утвержден устав Товарищества «В. К. Феррейн». Уставной капитал составил 1 миллион рублей.
Правление товарищества находилось в Кривоколенном переулке. Ему подчинялись:
- Старо-Никольская аптека
- химико-биологическая лаборатория (Никольская улица)
- лабораторией в Кривоколенном переулке
- оптовым магазином (Кривоколенный переулок)
- четырьмя розничными магазинами (Тверская, улица, Арбат, Серпуховская площадь, Никольская улица)
- плантацией лекарственных трав в Московской губернии и в Крыму
- стеклодувная фабрика
- фабрикой химических продуктов в городе Молога[1].

В 1910 году оборот компании составлял 5 миллионов рублей в год. В 1915 году в фирме трудилось более 1000 человек. В день аптеку посещало более 3000 посетителей. Были выпущены ценные бумаги. Основной капитал был разделён на 3500 паёв по 1000 рублей. Доходность составляла 8 %.
После начала Первой мировой войны в адрес руководства аптеки поступил ряд анонимных доносов о связи с немецкими шпионами. В 1915 году во время антинемецкого погрома толпа ворвалась в здание аптеки и выпила 5 пудов спирта.
Так как основным поставщиков лекарств и из прекурсоров была Германия, во время Первой мировой войны были проблемы с поставками, и аптеки Феррейна работали в усиленном режиме.
Во время инфляции, вызванной Первой мировой войной, внутри товарищества имели хождение внутренние денежные знаки. Они отличались высокой степенью защиты (водяными знаками). Известны номиналы в 10 копеек, 1, 3, 5 рублей.
В 1917 году семья Феррейнов уехала из Москвы, оставив подмосковную усадьбу в Битце и переехала в Судак. В 1918 году Товарищество было ликвидировано. Владимир Карлович Феррейн умер в Крыму в 1918 году.
Дача в Судаке была разграблена в 1921 году. Ботанический сад в Бутово и усадьба в Битце также были национализированы.
Аналитическая лаборатория Феррейна стала Аналитическим институтом, впоследствии — современным Центром по химии лекарственных средств.
Во времена СССР бывшая староникольская аптека называлась аптекой № 1.
В 1990х годах в России заработала компания Ферейн .